# Municipio Sotillo (Anzoátegui)
Juan Antonio Sotillo es uno de los 21 municipios del estado Estado Anzoátegui.

## Historia

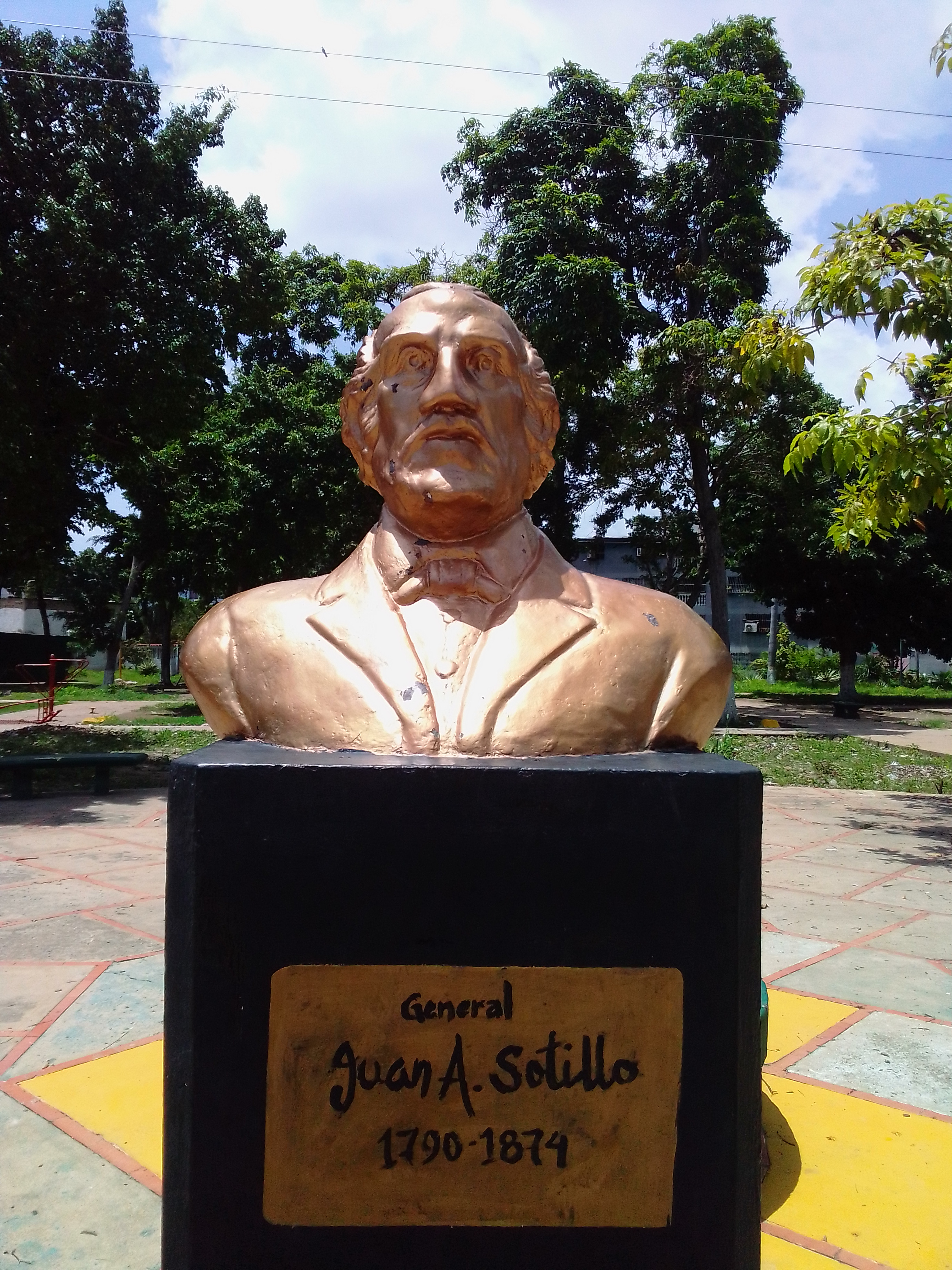
Busto de Juan Antonio Sotillo

Muchos años antes de 1944, Puerto La Cruz era municipio adscrito al distrito Bolívar del Estado Anzoátegui; su vida política era regida por una Junta Comunal designada por el concejo municipal del Distrito Bolívar. El bautizo del municipio con el nombre de Sotillo fue con el fin de honrar la memoria del general “Juan Antonio Sotillo”, héroe de nuestra independencia nacido en este estado, por lo que oficialmente se crea el 6 de enero de 1944, funcionando inicialmente en la antigua sede del correo de Puerto La Cruz. 
A partir del año de 1989 se reforma la ley orgánica del régimen municipal en la que se consagra una nueva figura en el ámbito municipal, mediante el cual el aspecto administrativo municipal es ejercido por un alcalde municipal, siendo este elegido mediante el voto popular en forma directa y secreta, su duración en el ejercicio de su cargo es tres años pudiendo ser reelegido para otro ejercicio. 
Hasta 1992 también formaban parte del mismo los actuales municipios Diego Bautista Urbaneja y Guanta cuando finalmente se desgajaron y eligieron sus propios Alcaldes.

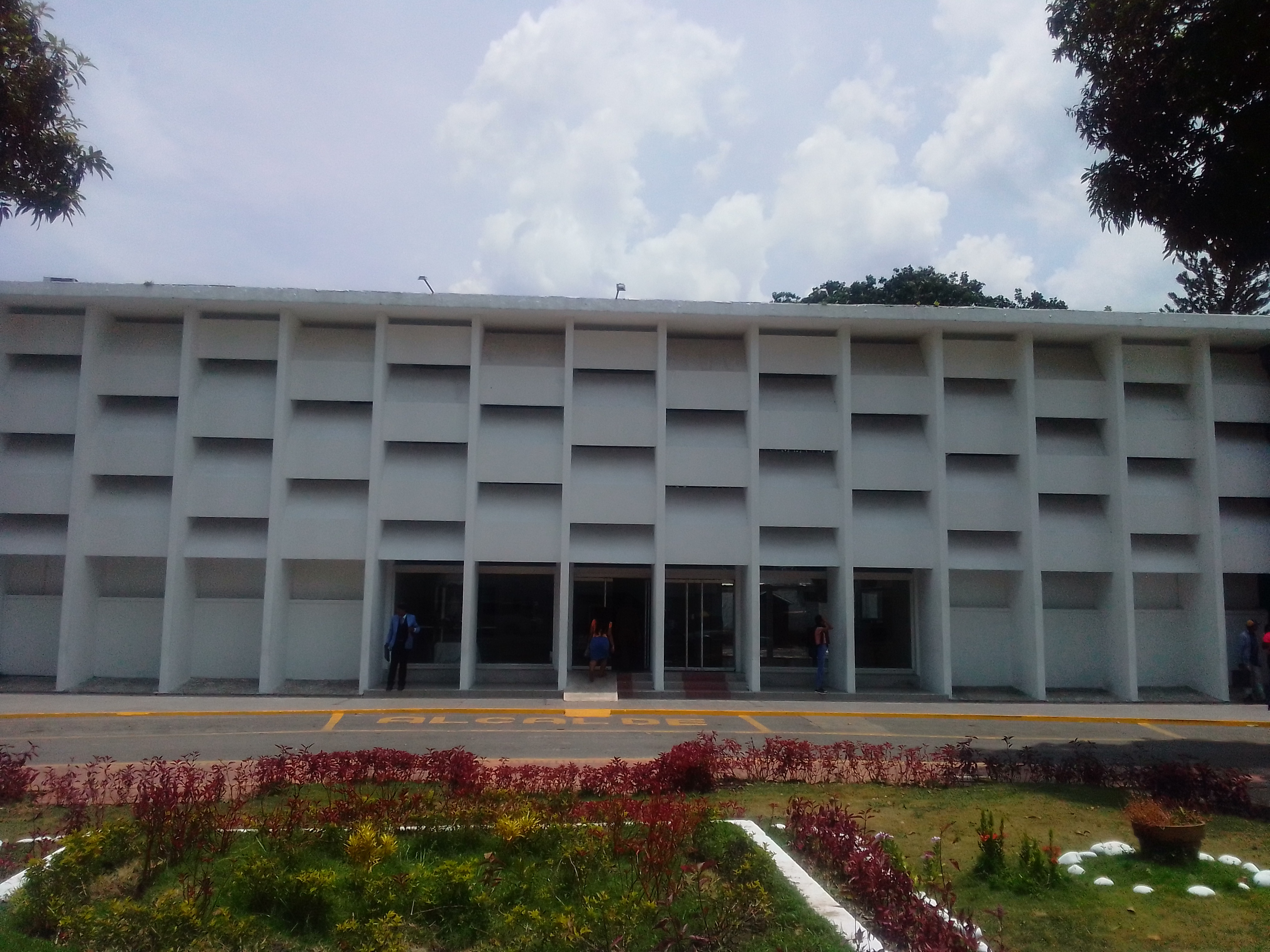
Alcaldía del Municipio Juan Antonio Sotillo

El aspecto legislativo municipal es ejercido por la cámara municipal, integrada ésta por los respectivos concejales, los cuales son electos mediante votación popular en forma directa y secreta. Dichos concejales tienen la facultad de la legislación municipal y el nombramiento de los funcionarios municipales (vicepresidente, síndico, secretario, contralor, etc.).

## Sección Geográfica
- Latitud: 10° 23' 44" N
- Longitud: 66° 5' 12" O
- Superficie: 244 km²

### Límites
Los límites del municipio son los siguientes:
- Al norte, el municipio limita con el mar Caribe
- Al sur, el municipio limita con el municipio Simón Bolívar
- Al oeste el municipio limita con los municipios Diego Bautista Urbaneja y Simón Bolívar
- Al este el municipio limita con los municipios Guanta y Sucre (Estado Sucre)

### Organización parroquial
El municipio se encuentra dividido en 2 parroquia y tiene una superficie de 244 km² de extensión.
| Parroquia         | Superficie | Población    | Densidad         |
| ----------------- | ---------- | ------------ | ---------------- |
| Puerto La Cruz    | 244 km²    | 244.728 hab. | 3.001.9 hab./km² |
| Pozuelos          |            |              |                  |
| Municipio Sotillo | 244 km²    | 244.728 hab. | 1.275,6 hab./km  |

## Demografía

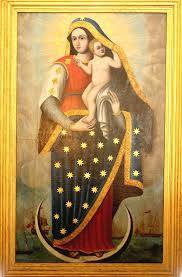
Nuestra Señora del Amparo de Pozuelos.

Su población para el censo 2018 era de 424.855 habitantes.

## Política y gobierno

### Alcaldes
| Período     | Alcalde                   | Partido político / Alianza | % de votos | Notas |
| ----------- | ------------------------- | -------------------------- | ---------- | --- |
| 1989 - 1992 | Flor Idalba G. de Almeida | AD                         | 38,97      | Primera alcaldesa bajo elecciones directas                                                                             |
| 1992 - 1995 | José León Brito           | Copei                      | 45,55      | Segundo alcalde bajo elecciones directas                                                                               |
| 1995 - 2000 | José León Brito           | Copei                      | -          | Reelecto (se realizaron elecciones generales adelantadas en el 2000 debido a la aprobación de la Constitución de 1999) |
| 2000 - 2004 | Nelson Moreno             | MVR                        | 44,82      | Tercer alcalde bajo elecciones directas                                                                                |
| 2004 - 2008 | Nelson Moreno             | MVR                        | 48,81      | Reelecto |
| 2008 - 2013 | Stalin Fuentes            | PSUV                       | 52,08      | Cuarto alcalde bajo elecciones directas (se postergan 1 año las elecciones municipales pautadas para finales del 2012) |
| 2013 - 2017 | Magglio Ordóñez           | PSUV                       | 50,00      | Quinto alcalde bajo elecciones directas                                                                                |
| 2017 - 2021 | Herminia García           | PSUV                       | 55,54      | Sexta alcaldesa bajo elecciones directas                                                                               |
| 2021 - 2025 | Nelson Moreno             | PSUV                       | 55,59      | Séptimo alcalde bajo elecciones directas                                                                               |

### Consejo municipal
Período 2021 - 2025
| Concejales:       | Partido político / Alianza |
| ----------------- | -------------------------- |
| Yuraima Allen     | PSUV                       |
| Darwing Alvarez   | PSUV                       |
| Brizaida Barreto  | PSUV                       |
| Vicente Flores    | PSUV                       |
| José Henriquez    | PPT                        |
| Pedro Zapata      | PSUV                       |
| Roger Millán      | MUD                        |
| Antonio Acosta    | MUD                        |
| Leydis Guaramaima | (Representación indígena)  |